# علی‌اکبر نوری
علی‌اکبر نوری سرتیپ سپاه پاسداران انقلاب اسلامی است، که در فاصله سالهای ۱۳۹۲ تا ۱۴۰۲ فرماندهی قرارگاه صاحب‌الزمان را برعهده داشت.
وی فعالیت نظامی را در خلال جنگ ایران و عراق در نیروی زمینی سپاه پاسداران آغاز کرد. نوری از ۱۳۸۲ تا ۱۳۸۵ فرمانده لشکر ۳۱ مکانیزه عاشورا بود، از ۱۳۸۶ تا ۱۳۸۷ به‌عنوان فرمانده لشکر ۱۷ علی بن ابی‌طالب فعالیت می‌کرد و فرمانده ارشد سپاه در استان‌های قم و مرکزی بود. او از ۱۳۸۷ تا ۱۳۸۸ فرماندهی سپاه علی بن ابی‌طالب قم را برعهده داشت و در فاصله سال‌های ۱۳۸۸ تا ۱۳۹۲ به‌عنوان فرمانده قرارگاه نجف اشرف فعالیت می‌کرد.